# Orchestra filarmonica di San Pietroburgo
L’Orchestra filarmonica di San Pietroburgo è un'orchestra sinfonica fondata nel 1882 ed è perciò la più antica della Russia.

## Storia
Inizialmente si chiamava "Coro della musica imperiale" e si esibiva solo per la corte di Alessandro III.  A partire dall'inizio del Novecento iniziò ad esibirsi in concerti aperti al pubblico nell'edificio della Società degli Amici della Musica di San Pietroburgo ed in altre sale. Richard Strauss diresse l'orchestra nel 1912.
Dopo la rivoluzione russa l'orchestra divenne una cooperativa e cambiò il nome in "Orchestra filarmonica di Stato di Pietrogrado".  A partire dagli anni venti l'orchestra iniziò ad essere sovvenzionata dallo Stato e cominciò ad essere conosciuta internazionalmente come una delle migliori del mondo. In quest'epoca furono direttori ospiti, fra gli altri, Bruno Walter, Ernest Ansermet e Hans Knappertsbusch.  Nel 1927 Pietrogrado fu ribattezzata Leningrado e conseguentemente l'orchestra divenne l’Orchestra filarmonica di Leningrado.
L'orchestra raggiunse la fama sotto la lunga direzione di Evgenij Mravinskij.  In questo periodo le tournée in Occidente erano poche, ma furono effettuate numerose registrazioni in studio e dal vivo.  Fu in questo periodo e sotto la direzione di Mravinsky che la Filarmonica di Leningrado eseguì le prime delle sette sinfonie di Šostakovič.
Nel 1991, con la fine dell'Unione Sovietica, l'orchestra prese il nome attuale. Oggi l'Orchestra Filarmonica di san Pietroburgo è riconosciuta come una delle migliori orchestre sinfoniche del mondo sotto la direzione di Jurij Temirkanov.

## Direttori

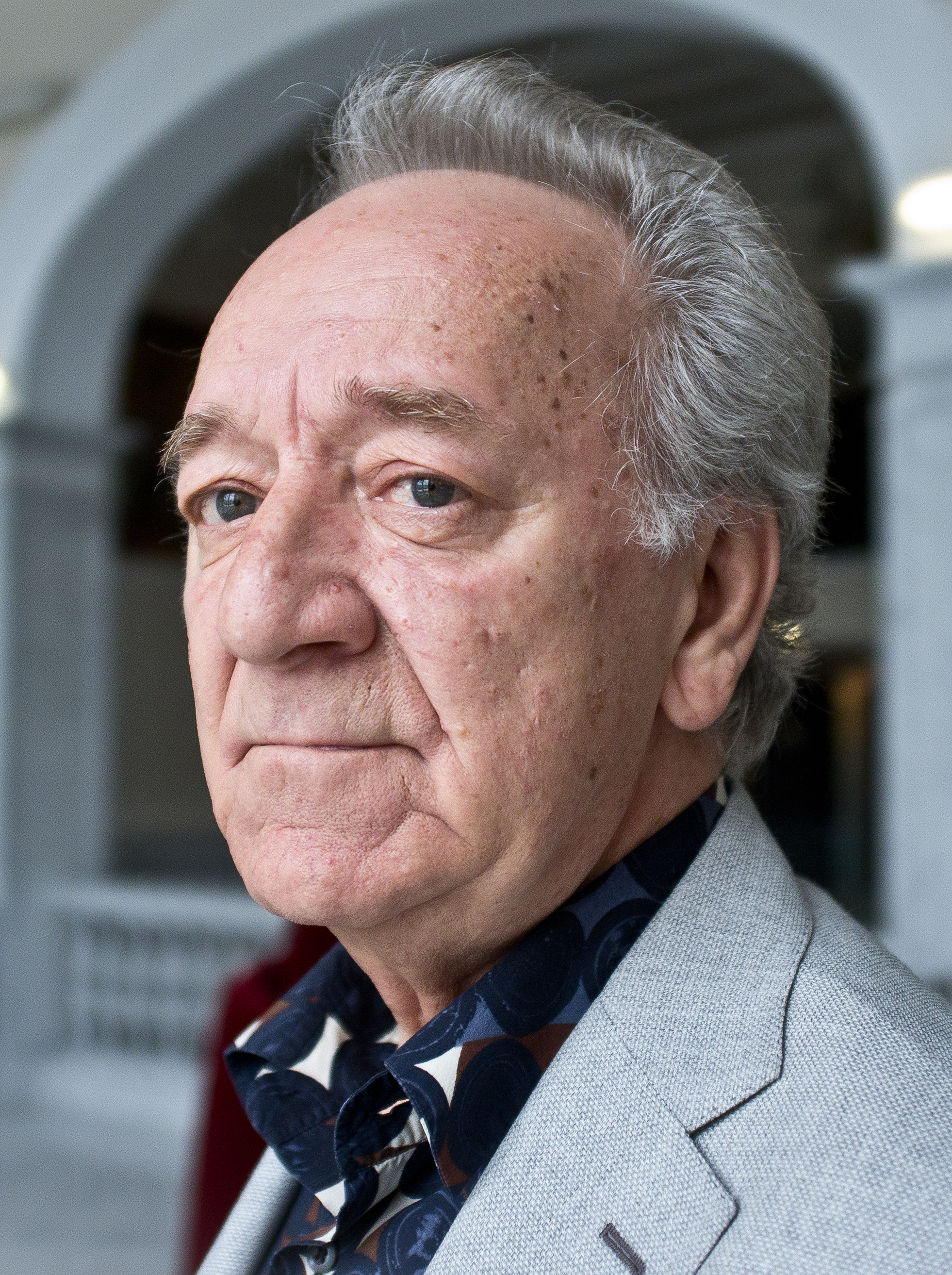
Jurij Temirkanov

- Hermann Fliege (1882–1907)
- Hugo Varlikh (1907–1917)
- Sergej Kusevickij (1917–1920)
- Emil Cooper (1920–1923)
- Valery Berdjaev (1924–1926)
- Nikolaj Mal'ko (1926–1930)
- Aleksandr Gauk (1930–1934)
- Fritz Stiedry (1934–1937)
- Evgenij Mravinskij (1938–1988)
- Jurij Temirkanov (1988–)